# Era atomu

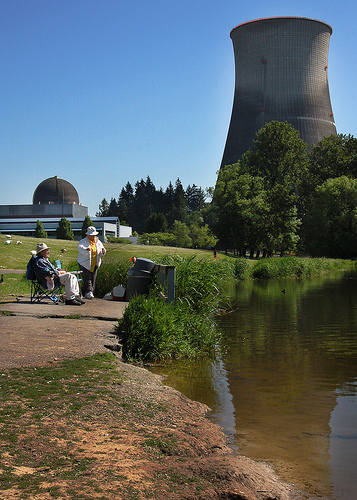
Elektrownia atomowa

Era atomu (ang. atomic age), in. wiek atomu – okres w historii powszechnej, który rozpoczął się zrzuceniem bomby atomowej na Hiroszimę i Nagasaki (1945), pod koniec wojny na Pacyfiku (1937–1945). 
Za jej początek uznaje się moment pierwszego praktycznego zastosowania energii uzyskanej z atomu na szeroką skalę – atak jądrowy na Hiroszimę 6 sierpnia 1945 roku. Niektórzy uznają zań moment pierwszej próby nuklearnej, przeprowadzonej 16 lipca 1945 roku w Nowym Meksyku.
Termin „era atomu” został po raz pierwszy użyty przez Williama L. Laurence'a, dziennikarza dziennika „New York Times”, który był obecny zarówno podczas pierwszego testu broni atomowej, jak i ataku jądrowego na Nagasaki.